# Kabinett Ólafur Jóhannesson II
Das Kabinett Ólafur Jóhannesson II war eine Regierung der am 17. Juni 1944 ausgerufenen Demokratischen Republik Island (isländisch Lýðveldið Ísland). Es wurde am 1. September 1978 gebildet und löste das Kabinett Geir Hallgrímsson ab. Es blieb bis zum 15. Oktober 1979 im Amt, woraufhin es vom Kabinett Benedikt Sigurðsson Gröndal abgelöst wurde. 
Dem Kabinett gehörten Mitglieder der Fortschrittspartei (Framsóknarflokkurinn), der Volksallianz (Alþýðubandalag) sowie der Sozialdemokratischen Partei Islands (Alþýðuflokkurinn) an.

## Regierungsmitglieder
| Amt                                                                     | Amtsinhaber                 | Beginn der Amtszeit | Ende der Amtszeit |
| ----------------------------------------------------------------------- | --------------------------- | ------------------- | ----------------- |
| Premierminister                                                         | Ólafur Jóhannesson          | 1. September 1978   | 15. Oktober 1979  |
| Minister für Statistik (Hagstofa Íslands)                               | Ólafur Jóhannesson          | 1. September 1978   | 15. Oktober 1979  |
| Außenminister                                                           | Benedikt Sigurðsson Gröndal | 1. September 1978   | 15. Oktober 1979  |
| Industrieminister                                                       | Hjörleifur Guttormsson      | 1. September 1978   | 15. Oktober 1979  |
| Fischereiminister                                                       | Kjartan Jóhannsson          | 1. September 1978   | 15. Oktober 1979  |
| Minister für soziale Angelegenheiten, Gesundheit und soziale Sicherheit | Magnús Helgi Magnússon      | 1. September 1978   | 15. Oktober 1979  |
| Bildungsminister                                                        | Ragnar Arnalds              | 1. September 1978   | 15. Oktober 1979  |
| Verkehrsminister                                                        | Ragnar Arnalds              | 1. September 1978   | 15. Oktober 1979  |
| Minister der Justiz und kirchliche Angelegenheiten                      | Steingrímur Hermannsson     | 1. September 1978   | 15. Oktober 1979  |
| Landwirtschaftsminister                                                 | Steingrímur Hermannsson     | 1. September 1978   | 15. Oktober 1979  |
| Handelsminister                                                         | Svavar Gestsson             | 1. September 1978   | 15. Oktober 1979  |
| Finanzminister                                                          | Tómas Árnason               | 1. September 1978   | 15. Oktober 1979  |